# Friedrich Weller
Friedrich Weller (Markneukirchen, 22 juli 1889 - Leipzig, 19 november 1980) was een Duits taalkundige en indoloog.

## Studie
Friedrich Weller studeerde filologie aan de Universiteit Leipzig, waar hij in 1915 zijn doctoraat behaalde met zijn proefschrift Zum Lalita. I. Über die Prosa des Lalita Vistara. In 1922 verwierf hij de habilitatie in de Indologie aan dezelfde universiteit.

## Loopbaan
Direct na zijn habilitatie werd hij in Leipzig aangewezen tot privaatdocent in Chinees en Oost-Aziatische Godsdienstgeschiedenis aan de filologisch-historische faculteit. In deze tijd onderwees hij ook het Tibetaans. Deze functie behield hij tot 1928.
Direct daarna verkreeg hij het professoraat voor Sanskriet, Chinees en Oost-Aziatische Godsdienstgeschiedenis, totdat hij in 1938 de leerstoel voor Indiase Filologie overnam. Deze bekleedde hij tot zijn emeritaat in 1958.
Weller was van 1943 tot 1980 Gewoon Lid van de Saksische Academie van Wetenschappen. In 1955 ontving hij de Nationalpreis der DDR.
Ter erkenning van zijn verdienste op het gebied van de Indologie werd in 1985 de Friedrich-Weller-Preis in het leven geroepen.